# Pardasena lativia
Pardasena lativia är en fjärilsart som beskrevs av George Francis Hampson 1912. Pardasena lativia ingår i släktet Pardasena och familjen trågspinnare. Inga underarter finns listade i Catalogue of Life.